# James Stanton
James Ivor Stanton-French (Mudgee, 21 de julho de 1983) é um jogador de polo aquático australiano que atua como goleiro.

## Carreira
Stanton participou das Olimpíadas de 2004 e 2008 pela Austrália. Foi flagrado no doping em 2011 e ficou por dois anos cumprindo suspensão, o impedindo de disputar os Jogos de Londres de 2012.
Retornou aos Jogos Olímpicos em 2016, onde integrou a equipe que finalizou a competição em nono lugar.